# Des Peres (Misuri)
Des Peres es una ciudad ubicada en el condado de San Luis en el estado estadounidense de Misuri. En el Censo de 2010 tenía una población de 8373 habitantes y una densidad poblacional de 748,34 personas por km².

## Geografía
Des Peres se encuentra ubicada en las coordenadas 38°35′50″N 90°26′53″O / 38.59722, -90.44806. Según la Oficina del Censo de los Estados Unidos, Des Peres tiene una superficie total de 11.19 km², de la cual 11.19 km² corresponden a tierra firme y (0%) 0 km² es agua.

## Demografía
Según el censo de 2010, había 8373 personas residiendo en Des Peres. La [[densidad 
de población]] era de 748,34 hab./km². De los 8373 habitantes, Des Peres estaba compuesto por el 94.28% blancos, el 0.94% eran afroamericanos, el 0.17% eran amerindios, el 3.13% eran asiáticos, el 0.02% eran isleños del Pacífico, el 0.26% eran de otras razas y el 1.19% pertenecían a dos o más razas. Del total de la población el 1.34% eran hispanos o latinos de cualquier raza.